# Phidippus audax
Espèce
Synonymes
- Salticus variegatus Lucas, 1833
- Attus morsitans Walckenaer, 1837
- Attus audax Hentz, 1845
- Phidippus togatus C. L. Koch, 1846
- Attus tripunctatus Hentz, 1846
- Attus fasciolatus Hentz, 1846
- Phidippus smaragdifer C. L. Koch, 1846
- Phidippus alchymista C. L. Koch, 1846
- Phidippus rufimanus C. L. Koch, 1846
- Phidippus lunulatus C. L. Koch, 1846
- Phidippus dubiosus C. L. Koch, 1846
- Phidippus mundulus C. L. Koch, 1846
- Phidippus personatus C. L. Koch, 1846
- Phidippus elegans C. L. Koch, 1846
- Phidippus electus C. L. Koch, 1846
- Phidippus concinnatus C. L. Koch, 1846
- Phidippus rauterbergii Peckham & Peckham, 1888
- Phidippus mexicanus Peckham & Peckham, 1888
- Philaeus farneus Peckham & Peckham, 1888
- Megatimus severus Thorell, 1891
- Phidippus howardii Peckham & Peckham, 1896
- Phidippus bryantae Kaston, 1945

Phidippus audax est une espèce d'araignées aranéomorphes de la famille des Salticidae. Elle est commune en Amérique du Nord.

## Distribution

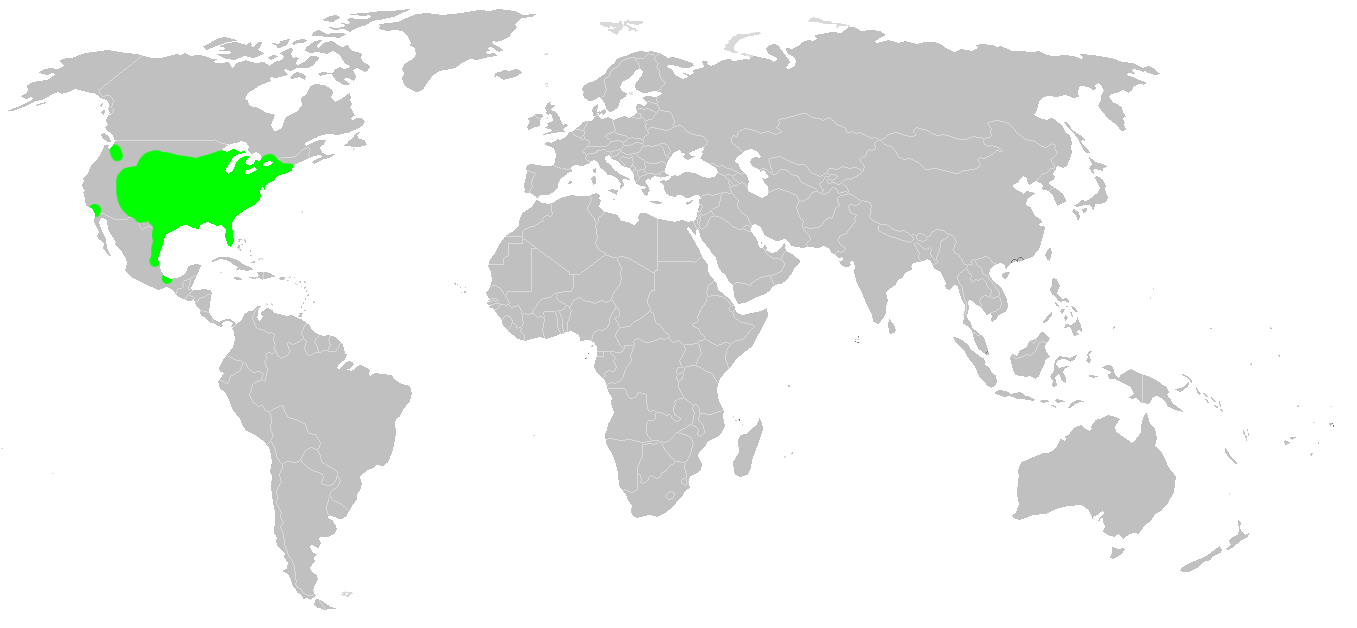
Distribution

Cette espèce se rencontre au sud-est du Canada, aux États-Unis et au nord-est du Mexique,.
Elle a été introduite à Hawaï, aux Îles Nicobar, aux Pays-Bas et aux Açores.

## Description
Il s'agit d'une espèce relativement grande parmi les araignées sauteuses : les mâles mesurent de 4,36 à 15,24 mm et les femelles de 4,48 à 18,10 mm. Leur teinte est variable, le plus souvent noire, avec des taches de couleur sur les pattes et l'abdomen (allant du rouge au blanc, le plus souvent orange). 

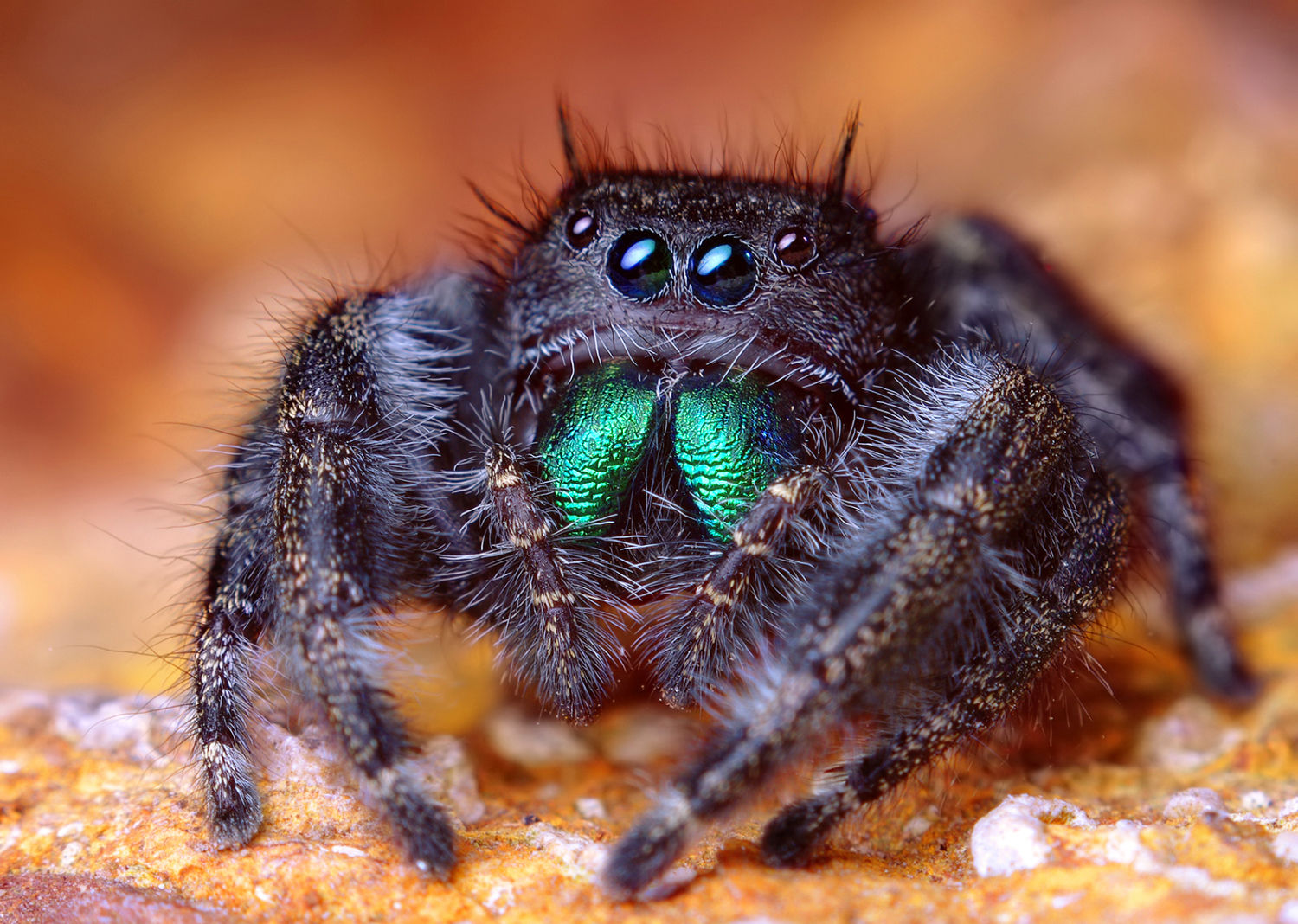
Phidippus audax ♀.
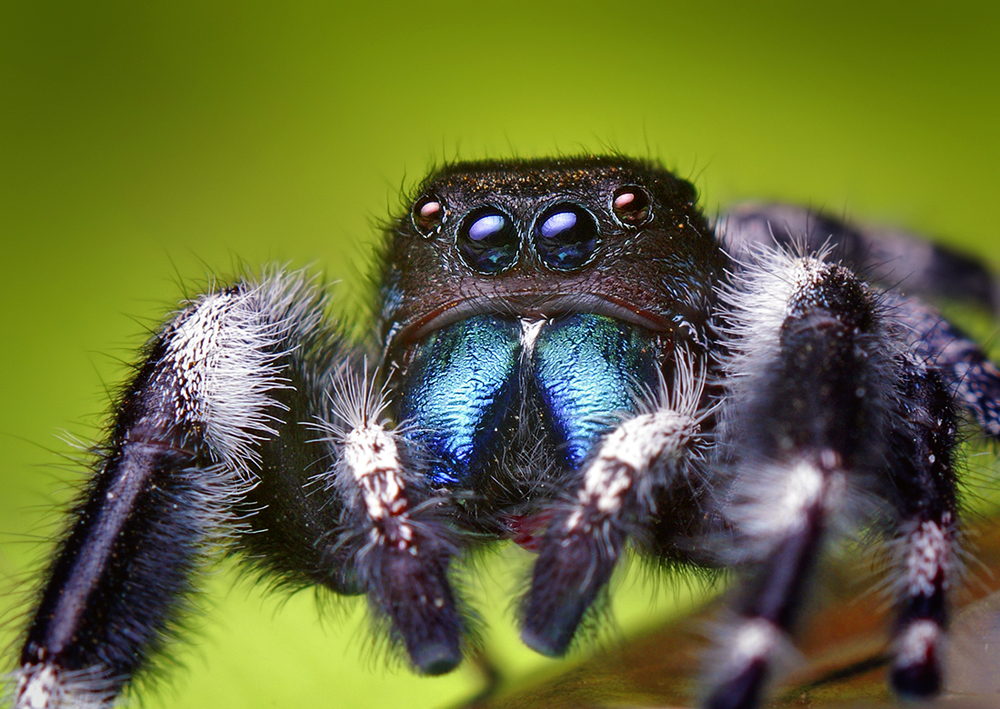
Phidippus audax ♂.

Comme chez les autres espèces du genre Phidippus, leurs chélicères présentent des reflets métalliques verts ou bleus.

## Publication originale
- Hentz, 1845 : « Descriptions and figures of the araneides of the United States. » Boston Journal of Natural History, vol. 5, p. 189-202 (texte intégral).